# Zdenci Brdovečki
Zdenci Brdovečki is een plaats in de gemeente Brdovec in de Kroatische provincie Zagreb. De plaats telt 1.097 inwoners (2001).